# Too Many Zooz
Too Many Zooz ist eine US-amerikanische Brass-House-Band aus New York. Die Band besteht aus den drei Gründungsmitgliedern Leo Pellegrino (Baritonsaxophon), Matt „Doe“ Muirhead (Trompete) und David „King of Sludge“ Parks (Percussion).

## Geschichte
Leo Pellegrino und Matt „Doe“ Muirhead trafen sich an der Manhattan School of Music. Sie lernten David Parks von der Band Drumadics kennen und begannen, gemeinsam in den New Yorker U-Bahn-Stationen als Trio von ihnen selbst als Brass-House bezeichnete Straßenmusik zu spielen. Größere Bekanntheit erlangten Too Many Zooz, nachdem sich eine Video-Aufnahme von einem ihrer Gigs an der New Yorker U-Bahn Union Square-Station im März 2014 auf YouTube und über Facebook im Dezember 2015 verbreitete.
Die Band hat neben einem Studio-Album mehrere EPs veröffentlicht, die gemischte bis positive Kritiken erhielten.
Am 2. November 2016 spielten Too Many Zooz einmalig mit Beyoncé bei den CMA Awards in Nashville, Tennessee.

## Diskografie
- F NOTE (EP, 19. Januar 2014)
- Fanimals EP (6. September 2014)[7]
- Brasshouse Volume 1: Survival of the Flyest (EP, 21. November 2014)
- F NOTE|Subway Gawdz (27. Juni 2016)
- Subway Gawdz (27. Juni 2016[8])
- Retail Therapy (8. März 2024[9])